# Parastrangalis meridionalis
Parastrangalis meridionalis är en skalbaggsart som först beskrevs av J. Linsley Gressitt 1942.  Parastrangalis meridionalis ingår i släktet Parastrangalis och familjen långhorningar. Inga underarter finns listade i Catalogue of Life.